# 21 ночь с Патти
«21 ночь с Патти» (фр. Vingt et une nuits avec Pattie) — французская кинокомедия 2015 года, поставлена режиссёрами Арно и Жан-Мари Ларье.

## Сюжет
В середине лета 40-летняя парижанка Каролина приезжает в небольшую деревушку на юге Франции. Сюда её привела печальное событие: она должна организовать похороны своей мамы. Каролина, которая не очень ладила с покойной матерью, находит новую подругу, местную женщину по имени Патти, которая посвящает её в местные сплетни и знакомит с теми, кто дружил с её мамой. Каролина узнаёт многое о жизни людей, с которыми почти не общалась, а открытием для неё становится успех, который её мама имела у мужчин.
Накануне похорон гроб с телом исчезает, и никто не понимает, как это могло произойти…

## В ролях
| Актёр            | Роль            |
| ---------------- | --------------- |
| Изабель Карре    | Каролина Монтес |
| Карин Виар       | Патти           |
| Андре Дюссолье   | Жан             |
| Сержи Лопес      | Мануэль Монтес  |
| Лоран Пуатрено   | Пьер            |
| Дени Лаван       | Андре           |
| Матильда Монньер | Изабель         |